# Carretera de Clara Campoamor
La Carretera de Clara Campoamor es una gran vía semiurbana de la ciudad de Vigo de 8,4 kilómetros de longitud que conecta la Avenida de Castrelos con el Campus Universitario de Lagoas-Marcosende de la Universidad de Vigo. Con dos carriles por sentido, es una de las principales vías de comunicación entre la zona sur de Vigo y diferentes puntos periféricos como la ya mencionada universidad, el Hospital Álvaro Cunqueiro y el Parque Tecnológico y Logístico de Vigo, entre otras infraestructuras. Después de la Avenida de Ricardo Mella, es el segundo vial más largo de la ciudad.
Recibe su nombre de la abogada y política española Clara Campoamor. 